# Лорел Хил (Северна Каролина)
Лорел Хил (енгл. Laurel Hill) насељено је место без административног статуса у америчкој савезној држави Северна Каролина.

## Демографија
По попису из 2010. године број становника је 1.254.
| Група             | 2000.    | 2010.       |
| Белци             | 0 (0,0%) | 809 (64,5%) |
| Афроамериканци    | 0 (0,0%) | 267 (21,3%) |
| Азијати           | 0 (0,0%) | 6 (0,5%)    |
| Хиспаноамериканци | 0 (0,0%) | 14 (1,1%)   |
| Укупно            | 0        | 1.254       |